# David Babka
David Babka (* 13. dubna 1978 Praha) je český kytarista, hrající rock, country a blues.
Ve dvaceti letech se začal více věnovat hře na pedálovou steel kytaru. V letech 2002 až 2006 získal zkušenosti v kapele Greenhorns zpěváka Honzy Vyčítala. Nyní patří k předním hráčům na tento hudební nástroj v České republice.[zdroj⁠?!]
Od roku 2014 koncertuje s Kamilem Střihavkou & Acoustic Leaders Band. V roce 2016 dostal nabídku na spolupráci a stal se členem undergroundové kapely The Plastic People of the Universe, kde působí dodnes.
S českou country skupinou Fešáci hraje od roku 2016. Současně době je také aktivní v kapelách November 2nd, Phil Shoenfelt & Southern Cross nebo Tomáš Linka & Přímá linka.
Dříve působil v doprovodných skupinách Anety Langerové, Tonyho Ducháčka & Garage, Václava Koubka, Kieslowski, Please The Trees, České srdce, Jarret, aj. Je autorem scénické hudby k divadelním hrám (Divadlo v Celetné, Divadlo v Řeznické).
V roce 2011 byl nominován divadelními kritiky na Cenu Alfréda Radoka za scénickou hudbu ke hře Wanted Welzl v Dejvickém divadle.